# أحمد أحمد (سياسي)
أحمد أحمد (بالفرنسية: Ahmad Ahmad)‏ (ولد 30 ديسمبر 1959) هو سياسي ورياضي سابق من مدغشقر، ويشغل منذ مارس 2017 منصب رئيس الاتحاد الإفريقي لكرة القدم (الكاف). وكما شغل منصب عضو اللجنة التنفيذية بالاتحاد الأفريقي لكرة القدم.
تولى أحمد أحمد رئاسة اتحاد مدغشقر مرتين بداية من عام 2003، وتولى منصب وزير الرياضة في بلاده.
أصبح الرئيس السابع للاتحاد الأفريقي لكرة القدم بعد فوزه على عيسى حياتو في الانتخابات التي أجريت يوم 16 مارس 2017 في العاصمة الأثيوبية أديس أبابا. إذ حصل أحمد أحمد على 34 صوتاً مقابل 20 لحياتو الذي شغل المنصب منذ عام 1988.

## حظر الفيفا
في 23 نوفمبر 2020، تم إيقاف أحمد لمدة خمس سنوات من قبل الفيفا بسبب سوء السلوك المالي. ووجدت لجنة الأخلاقيات في الفيفا أن أحمد خرق المواد 15 بخصوص "واجب الولاء"، والمادة 20 بخصوص بعدم تلقي هدايا أو خدمات، والمادة 25 بخصوص سوء استغلال المنصب والمادة 28 بخصوص سوء توزيع النفقات، من لائحة الأخلاقيات الخاصة بالفيفا. وأساء استغلال منصبه كرئيس الإتحاد الأفريقى لكرة القدم.